# Marcus Wright
Marcus Wright (22 de agosto de 1975 - 28 de octubre de 2018) es un personaje ficticio en el universo de la saga Terminator, específicamente de la película Terminator: la salvación, de 2009. Fue interpretado por el actor Sam Worthington.

## Historia
Marcus Wright es un prisionero condenado a muerte en el año 2003 por el asesinato de dos policías. Durante la espera de su ejecución se presenta a él la doctora Serena Kogan (Helena Bonham Carter), quien lo convence de donar su cuerpo a la ciencia. Marcus es ejecutado luego por medio de la inyección letal.
La historia cambia mostrando un ataque de la rebelión liderada por John Connor (interpretado por Christian Bale) a unas instalaciones de Cyberdyne. Durante el ataque y búsqueda de información se encuentran con prisioneros humanos retenidos en esas instalaciones. Aun cuando el ataque es un éxito, los soldados de la unidad de Connor son asesinados por los Terminators de Skynet y solamente él sobrevive. Después de ser rescatado de un silo de despliegue de misiles aparece Marcus, totalmente desnudo.
Marcus toma las ropas de un soldado muerto y se viste con ellas. Luego se dirige a Los Ángeles, donde es atacado por un T-600 y es rescatado por un adolescente llamado Kyle Reese (Anton Yelchin). Luego de escapar de más terminators se dirigen hacia las afueras de Los Ángeles. 
Reese es capturado por las máquinas y Marcus trata de rescatarlo, pero no puede hacerlo. Luego se encuentra con la piloto de la resistencia Blair Williams (Moon Bloodgood), a quien rescata y ayuda posteriormente. Ella le convence de ir a la base rebelde a entrevistarse con Connor. Cuando tratan de cruzar un campo plagado de minas magnéticas, una de éstas se pega a la pierna de Marcus, estallándole y lesionando gran parte de su cuerpo. Cuando lo llevan a la enfermería descubren que su esqueleto en realidad es metálico y que en su cerebro existe un potente microchip, además de tener un corazón inusualmente fuerte. Connor ordena su encarcelamiento para decidir que hacer con él, a pesar de que Marcus le dice que no tiene intenciones de matarlo a él o a Kyle Reese. Connor aún no decide qué hacer con él, pero es liberado por Blair, quien le ayuda a escapar de la base. Durante la fuga se dan cuenta los soldados y tratan de detenerlo, hiriendo en una pierna a Blair. Connor trata de detenerlo en un helicóptero, pero es atacado por unos robots cazadores acuáticos, quienes derriban su helicóptero y matan a sus pilotos. Cuando casi acaban con él, aparece Marcus, quien lo salva y lo convence de ayudarle a rescatar a Reese, aprovechando que él es parte máquina, además de que así podrá obtener información acerca de lo que le hicieron.
Marcus llega a las instalaciones de Skynet en San Francisco donde es reconocido por el sistema y por los centinelas, quienes le permiten entrar. Mientras tanto, Connor sale de la base y llega también a las instalaciones de Skynet, donde entra usando un ojo electrónico que tomó de un terminator. Marcus llega a la torre principal donde al poner su mano en la consola recibe una actualización de software y de información. Durante este proceso Marcus le envía a Connor la ubicación donde tienen prisionero a Reese. Una vez enviada la información aprovecha para investigar qué fue lo que pasó con él, con el mundo y cómo llegó a ser lo que es, sin embargo se desmaya.
Al despertar, todas sus heridas han sanado. Entonces aparece una imagen holográfica de Skynet interpretando a la Dra. Kogan, quien le explica que él es el primero de una nueva serie de Terminators, el "infiltrador perfecto", y que su única misión ha sido llevar a Connor y a Reese directamente a Skynet para su eliminación. Skynet trata de convencerlo de que él es una máquina, entonces Marcus se quita el implante neural del cerebro y sale para ayudar a Connor, quien pelea con el nuevo modelo T-800, más avanzado que sus antecesores.
Durante la pelea que tienen con el Terminator, Connor es herido por la espalda de una puñalada, lastimando y comprometiendo severamente su corazón. Marcus se lleva a Connor hasta un helicóptero con el que los rescatan, sin embargo Connor está muriendo por la herida. Lo único que puede salvarlo es un corazón nuevo.
Marcus decide donarle su corazón dado que él no es ni hombre ni máquina, con lo cual se redime de sus pecados anteriores, salvando al elegido y muriendo finalmente no como máquina, sino como humano.